# Elisabeth af Østrig-Ungarn
Hertuginde Elisabeth Amalie Eugenie i Bayern (født 24. december 1837 i München, død ved attentat 10. september 1898) var kejserinde af Østrig fra 1854 og (fra 1867) dronning af Ungarn gennem sit ægteskab med kejser Franz Josef af Østrig-Ungarn.
Hun tilhørte huset Wittelsbach og var datter af Max Joseph, hertug i Bayern og prinsesse Ludovika Wilhelmine, hertuginde i Bayern, datter af kong Maximilian 1. Joseph af Bayern. Hun blev kaldt Sissi af familie og venner.

## Biografi
Egentlig var det Sissis storesøster Helene, som skulle have været gift med Frans Josef, men Frans blev betaget af den livlige og meget smukke Elisabeth.[kilde mangler]
Frans og Sissi blev gift i 1854 og Frans forgudede sin smukke unge kone. Året efter fødte Elisabeth deres første datter Sophie. Næste år fik parret endnu en datter, Gisela, og i 1858 fik de en søn Rudolf. Sophie døde kun to år gammel af sygdom under en rejse i Ungarn. Sissi kom sig aldrig over sorgen og savnet af sin datter. Ægteskabet som havde været lykkeligt, blev ikke det samme igen. Sissi begyndte at rejse meget og flere måneder ad gangen. Elisabeths rejseri blev årsag til sladder.
I 1889 mistede Frans og Sissi deres eneste søn. Han havde skudt sin kæreste og derefter sig selv på det store jagtslot Mayerling, som lå lidt uden for Wien.
Elisabeth blev den 10. september 1898 myrdet af den italienske anarkist Luigi Luccheni i Geneve i Schweiz.

## Eftermæle
Elisabeths liv har skabt en omfattende romantisk myte, som har resulteret i en række bøger og film og gjort hende meget populær. Hun er ofte blevet sammenlignet med Prinsesse Diana.

## Børn
1. Ærkehertuginde Sophie (1855-1857)
2. Ærkehertuginde Gisela (1856-1932), gift 1873 med prins Leopold af Bayern og fik fire børn.
3. Kronprins Rudolf (1858-1889), gift 1881 med prinsesse Stéphanie af Belgien og fik ét barn.
4. Ærkehertuginde Marie Valerie (1868-1924), gift 1890 med ærkehertug Franz Salvator af Østrig og fik ti børn.

## Eksterne links
- http://www.kaiserin-elisabeth.net Arkiveret 10. januar 2016 hos  Wayback Machine
- http://www.anto.com/sisibio.html Arkiveret 28. august 2008 hos  Wayback Machine
- Elisabeth på hjemmesiden Die Welt der Habsburger (tysk) (engelsk)